# Iglesia de Santa Hripsime
La Iglesia de Santa Hripsime, en  armenio Սուրբ Հռիփսիմե եկեղեցի, Surb Hřip'simē yekeghetsi y a veces Hripsimeh es una Iglesia apostólica armenia del siglo VII situada en la ciudad de Vagharshapat (Echmiadzín), Armenia. Es una de las iglesias más antiguas que sobreviven en el país. La iglesia fue erigida por Komitas para reemplazar el mausoleo original construido por Catholicós  Sahak el Grande en el año 395 d. C. que contenía los restos de la mártir  Santa Hripsime a quien está dedicada la iglesia. La estructura actual fue completada en el 618 DC. Es conocida por su fina arquitectura armenia del período clásico, que ha influido en muchas otras iglesias armenias desde entonces. Fue incluida en la lista de la UNESCO como Patrimonio de la Humanidad junto con otras iglesias cercanas, incluyendo la Catedral de Etchmiadzin, la iglesia madre de Armenia, en 2000.

## Historia
Un templo helenístico, similar al de Garni y dedicado a una diosa pagana, ocupaba el lugar de la iglesia antes del siglo IV. Durante las excavaciones de 1958 se encontró bajo la columna de soporte la fundación de un monumental edificio de piedra con ornamentos helenísticos.
Hripsime, junto con la abadesa Gayane y 38 monjas sin nombre, son considerados tradicionalmente los primeros mártires cristianos de la historia de Armenia. Fueron perseguidos, torturados y finalmente asesinados por el Rey Tiridates III de Armenia. Según el cronista Agathangelos, después de la conversión al cristianismo en 301, Tiridates y Gregorio el Iluminador construyeron un martirio dedicado a Hripsime en el lugar de su martirio, que fue semienterrado bajo tierra. Las excavaciones alrededor de la iglesia han descubierto los restos de varias mujeres torturadas enterradas a la manera de los primeros cristianos, que, según Agop Jack Hacikyan et al., "parecen apoyar la historia de Agathangelos." En el año 395 el Patriarca Sahak Partev (Isaac el Parto) reconstruyó o construyó un nuevo martirio, que había sido destruido por Shapur II del Imperio Sasánida en los años 360.
El edificio actual fue erigido durante el reinado de Catholicós Komitas (615-628), según un relato del cronista contemporáneo Sebeos y dos inscripciones, una en la fachada oeste y otra en el ábside este. Sustituyó al anterior mausoleo de Hripsime. Los estudiosos sugieren que la iglesia fue terminada en 618. La cúpula fue probablemente restaurada en los siglos X u XI, aunque algunos estudiosos han argumentado que es la construcción original del siglo VII.

Pintura de la iglesia por Vardges Sureniánts, 1879

La iglesia estaba en ruinas y abandonada a principios del siglo XVII. Según una inscripción en la fachada occidental, la iglesia fue renovada por Catholicos Philipos, en 1653. Bajo su encargo se erigió un nártex abierto (gavit) delante de la entrada occidental. Se construyó un campanario en el nártex en 1790 por encargo de Catholicos Ghukas I de Karin.
En 1776, la iglesia fue fortificada con un muro de ladrillo y torres en las esquinas por el católico Simeón I de Ereván. En 1880 los muros del este y del sur fueron construidos con piedra labrada.
La iglesia sufrió una considerable renovación en 1898. Sus cimientos fueron reforzados y el techo y la cúpula fueron reparados en 1936. En 1958 se quitó el yeso de las paredes interiores y se bajó el piso interior. El campanario fue renovado en 1987.

## Arquitectura

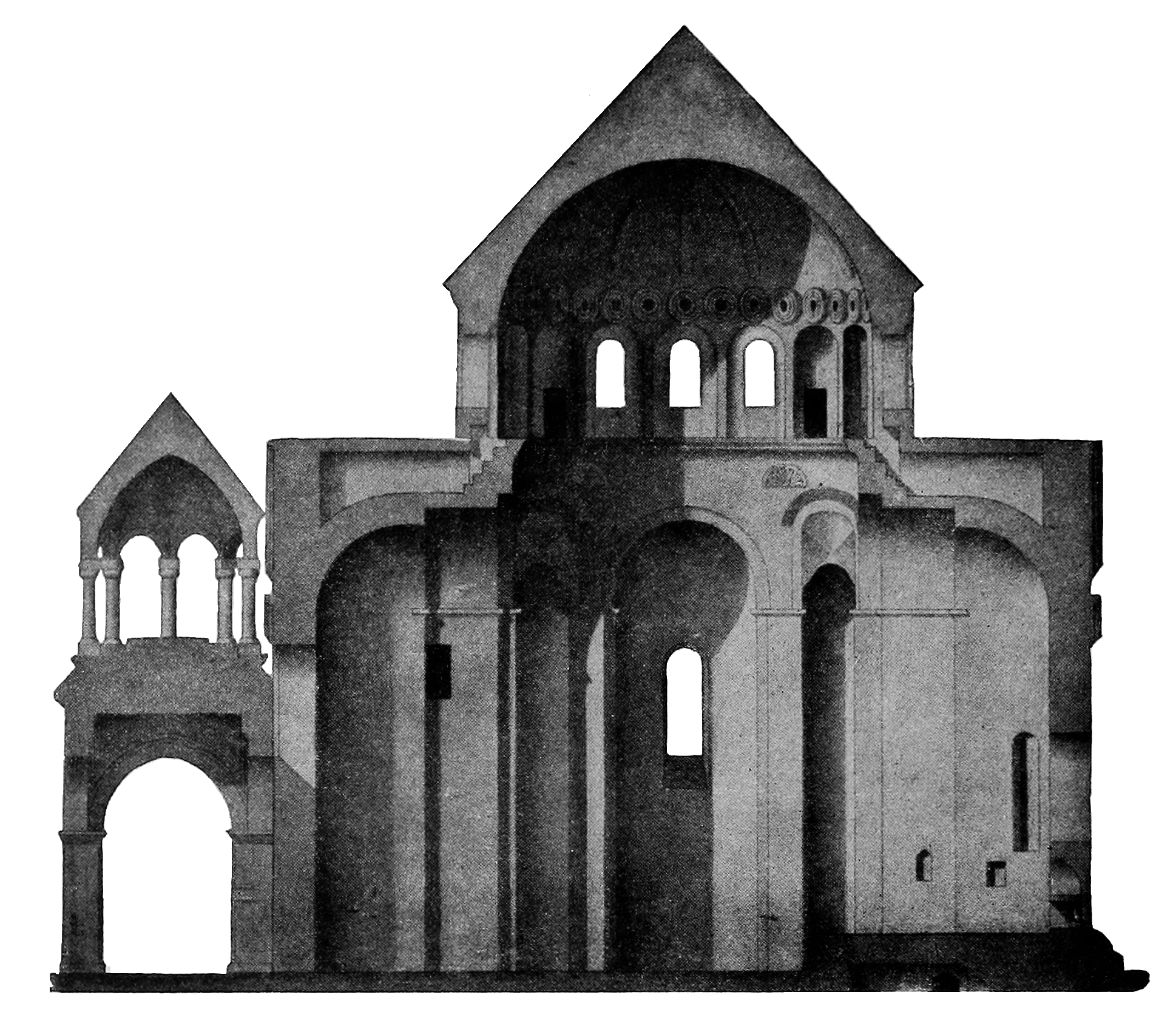
Sección transversal de la iglesia por Toros Torameño

La Iglesia de Santa Hripsime es una cúpula tetraconcha encerrada en un rectángulo, con dos nichos angulares en el lado norte y sur. El historiador de arte alemán Wilhelm Lübke escribió que la iglesia está construida en "una variación muy complicada de la planta cruciforme"

### Recepción
El monumental exterior de la iglesia es "considerado uno de los grandes logros de la arquitectura medieval armenia". Se ha descrito como una "gema de la arquitectura armenia" y "una de las composiciones más complejas de la arquitectura armenia"
Junto con la Iglesia de Santa Gayana, se erige como "modelo de la austera belleza de la arquitectura eclesiástica armenia temprana".

### Imitaciones
La iglesia no es el primer ejemplo de esta forma arquitectónica, sin embargo, la forma es ampliamente conocida en la historia de la arquitectura como el "tipo Hripsime", ya que la iglesia es el ejemplo más conocido de la forma. También ha sido denominada de forma variada "tipo Jvarí" o "tipo Jvarí-Hripsime" por Jvari en Georgia.
Entre las iglesias notables con planes similares se encuentran la Iglesia de Avan (siglo VI) de Surb Hovhannes (San Juan), la Iglesia de Garnahovit (siglo VI) de Surb Gevorg (San Jorge), la Iglesia de la Santa Cruz de Soradir (siglo VI), Monasterio Targmanchats de Aygeshat (siglo VII), Catedral de la Santa Cruz de Aghtamar (siglo X), e Iglesia Surb Astvatsin (Santa Madre de Dios) en Varagavank (siglo XI).  La forma arquitectónica también se encuentra en la vecina Georgia, donde ejemplos incluyen la Iglesia de Ateni Sioni (siglo VII), el monasterio de Jvari (siglo VII), y el Monasterio de Martvili (siglo X).

## Galería

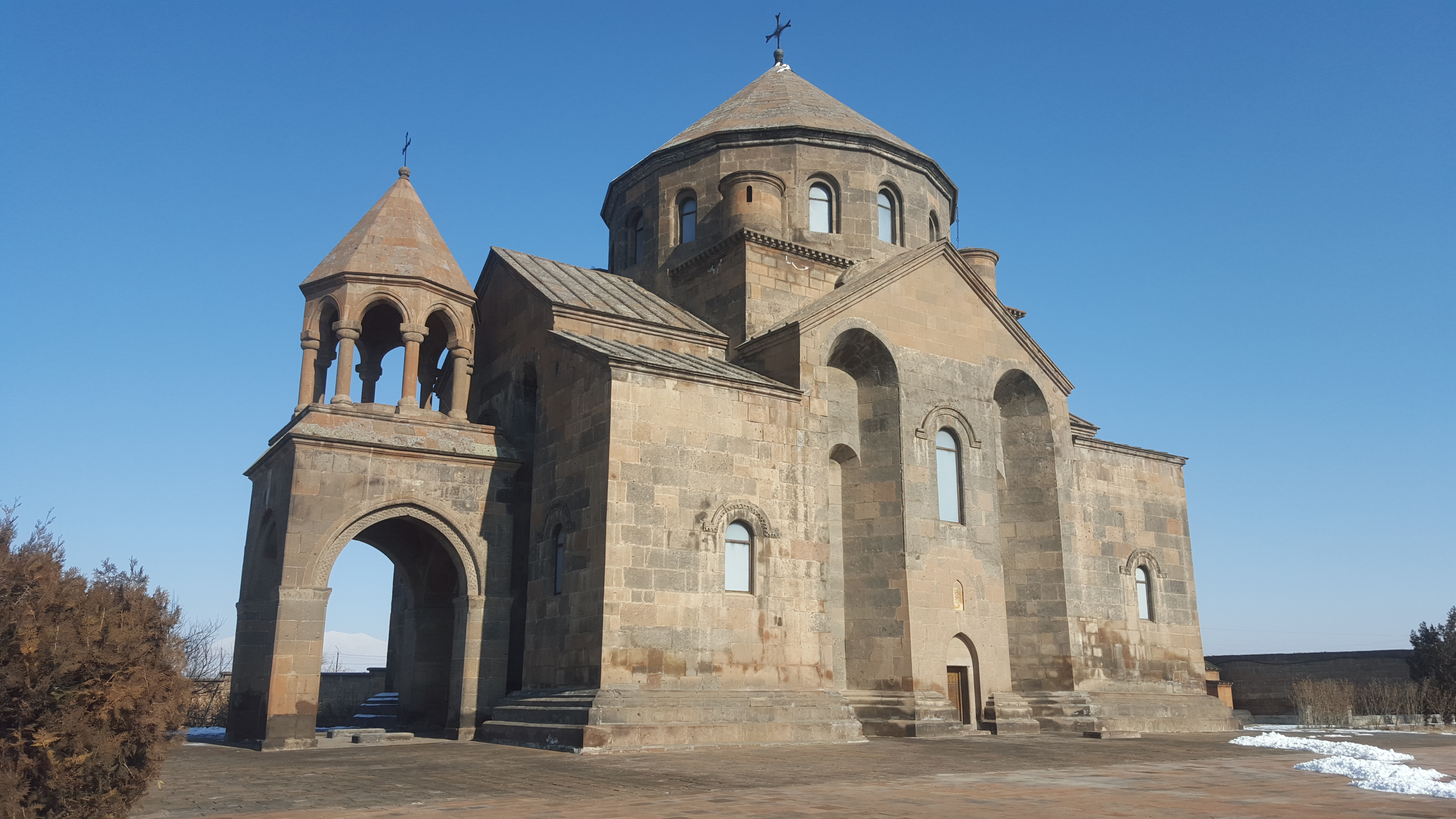
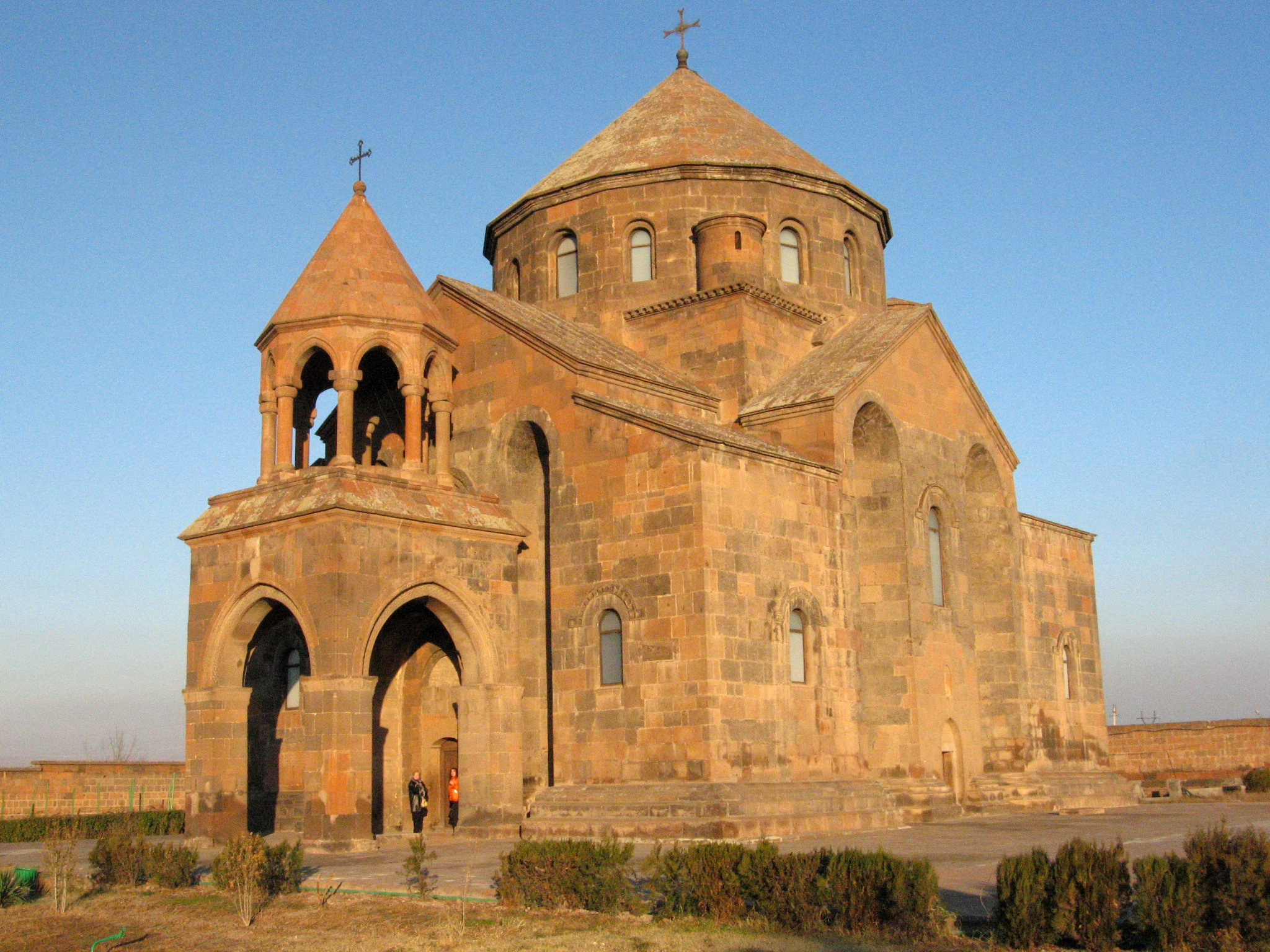
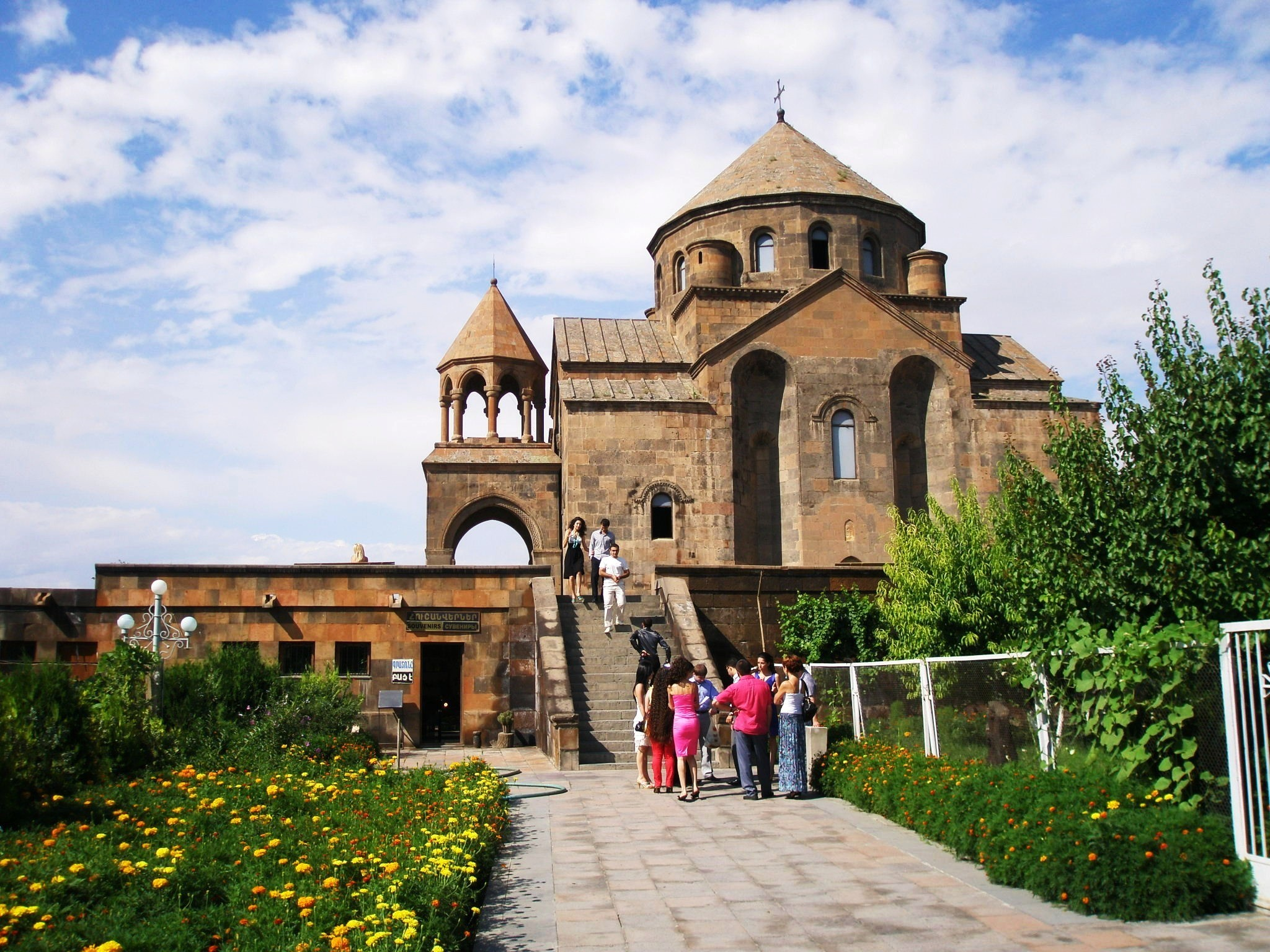
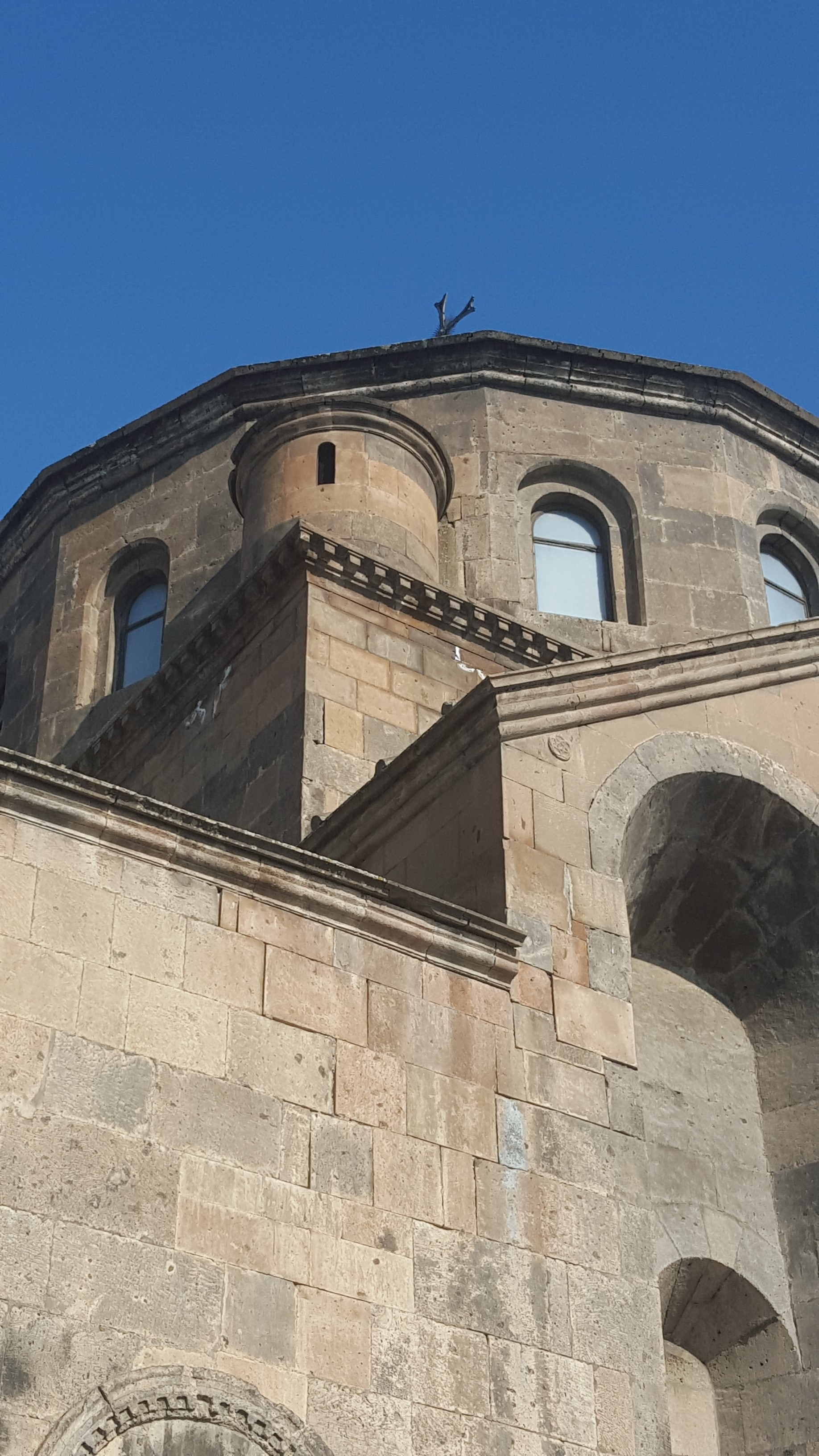
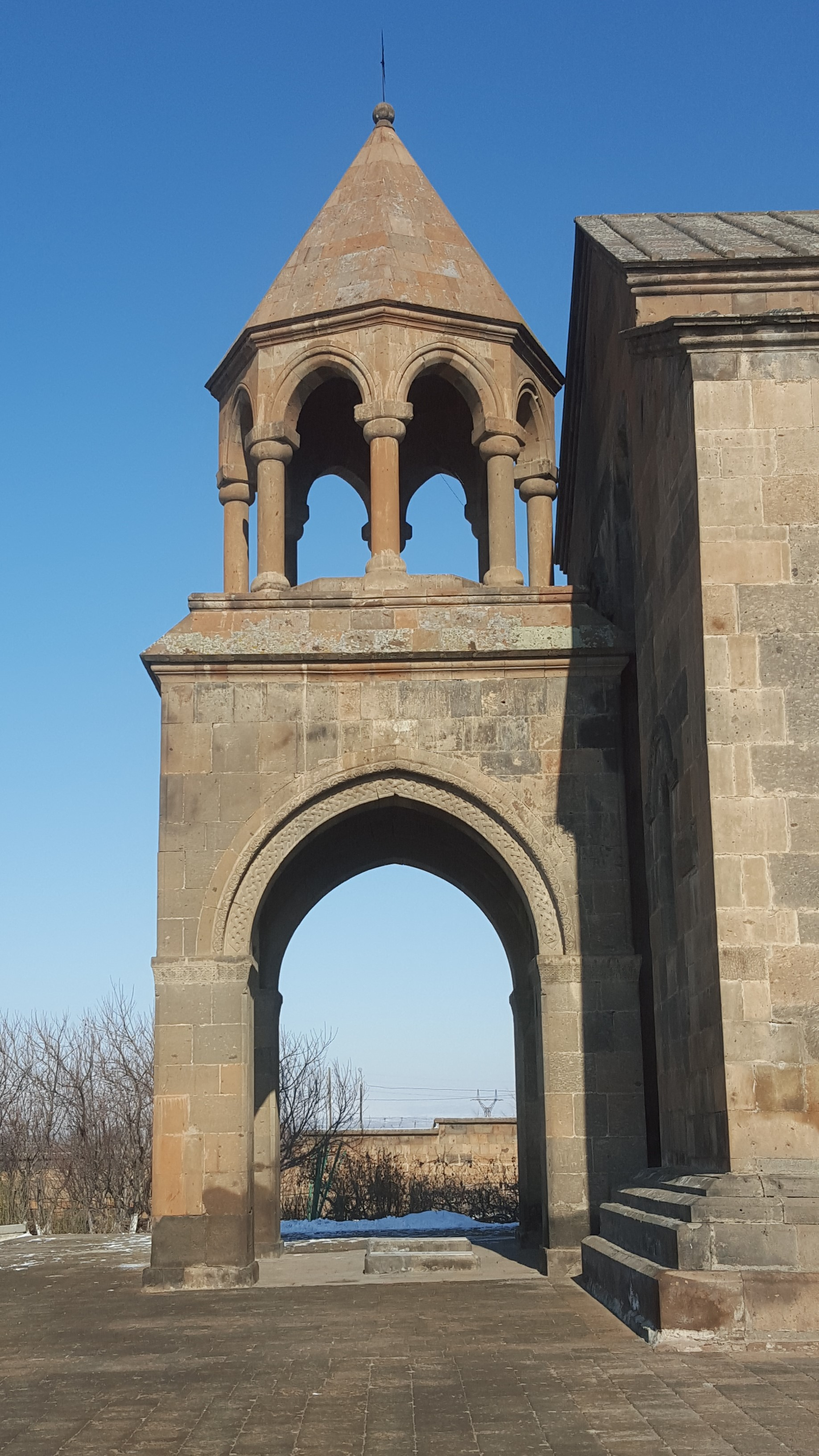
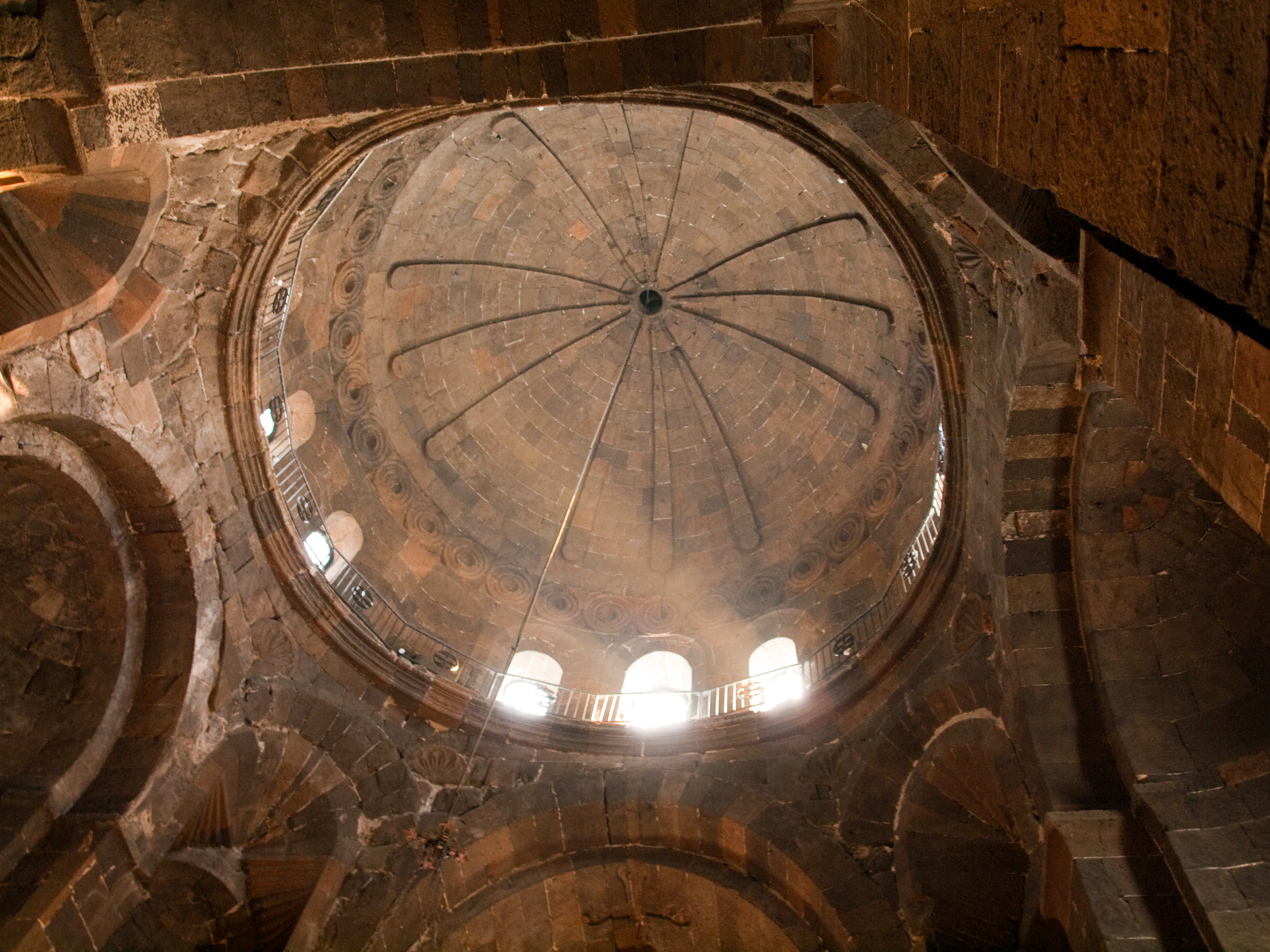
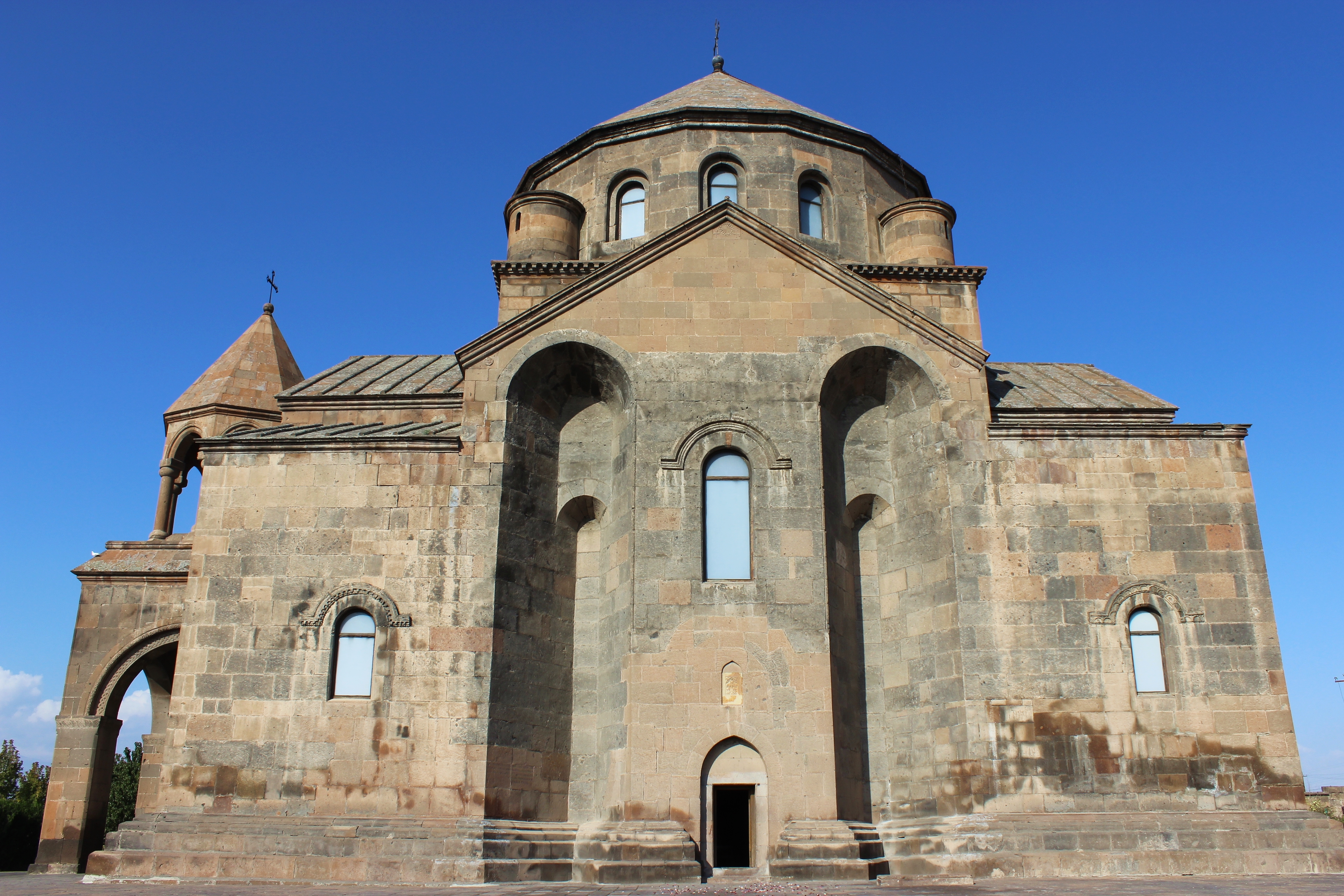
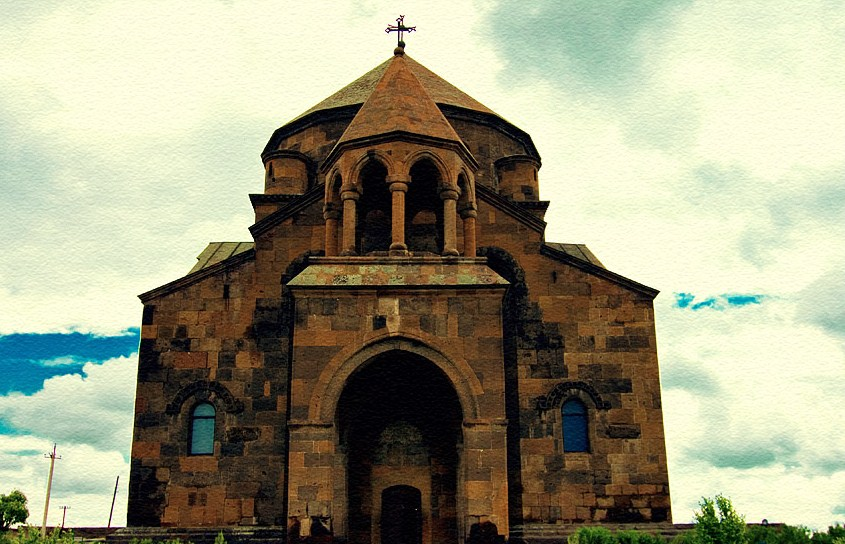
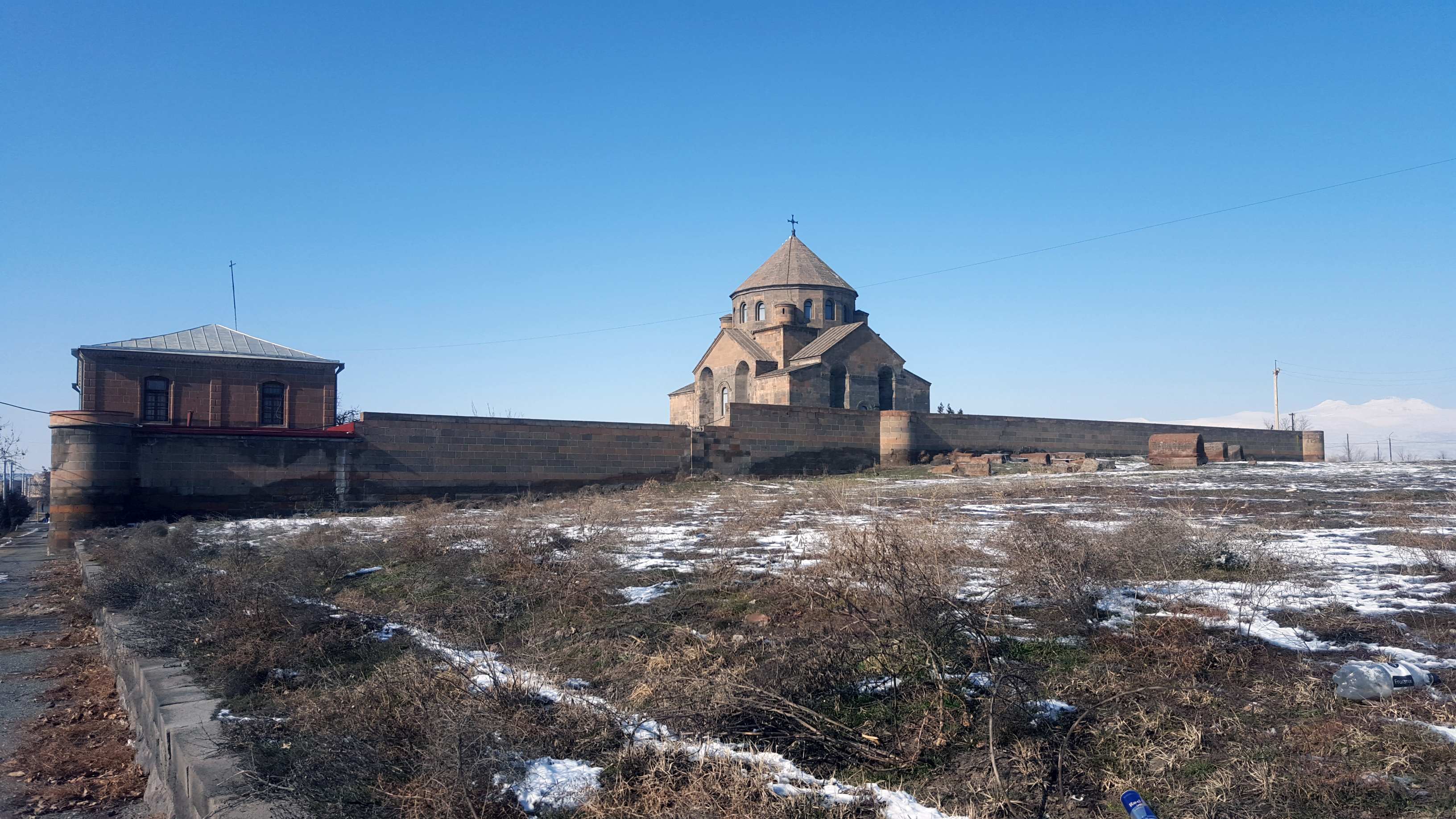
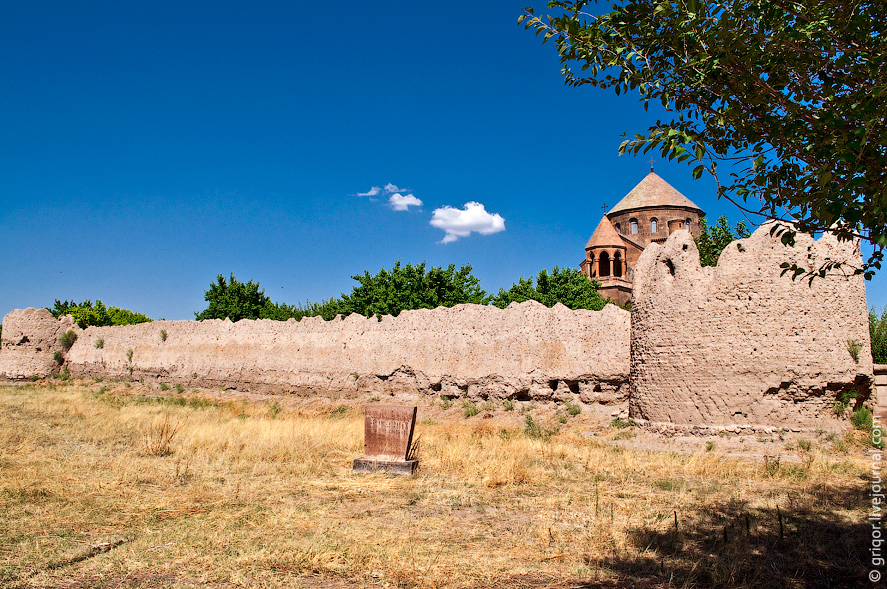

## Representaciones artísticas e históricas

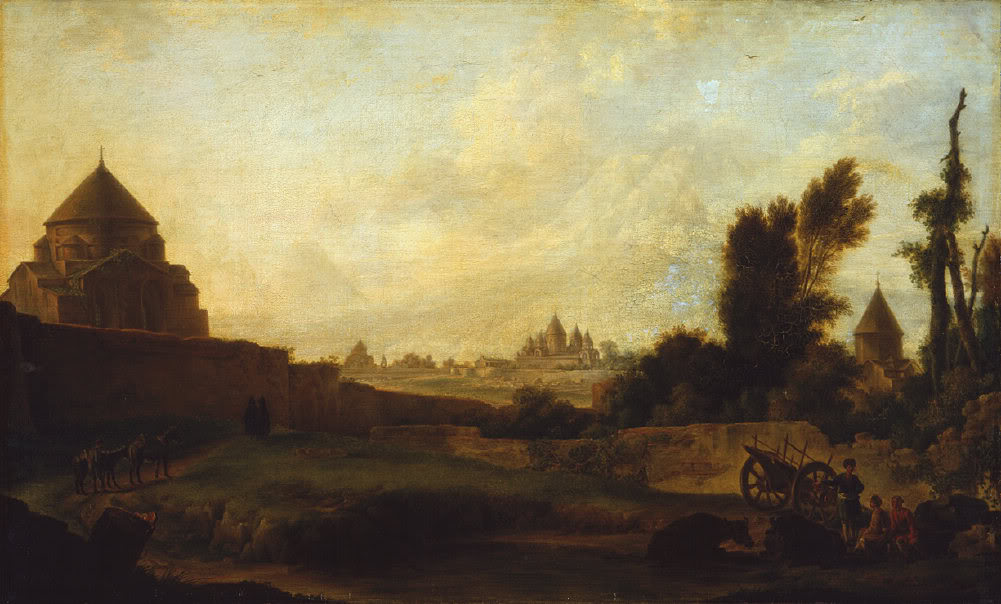
Vista de Etchmiadzin por Mikhail Ivanov , 1783. La iglesia de St Hripsime se puede ver a la izquierda
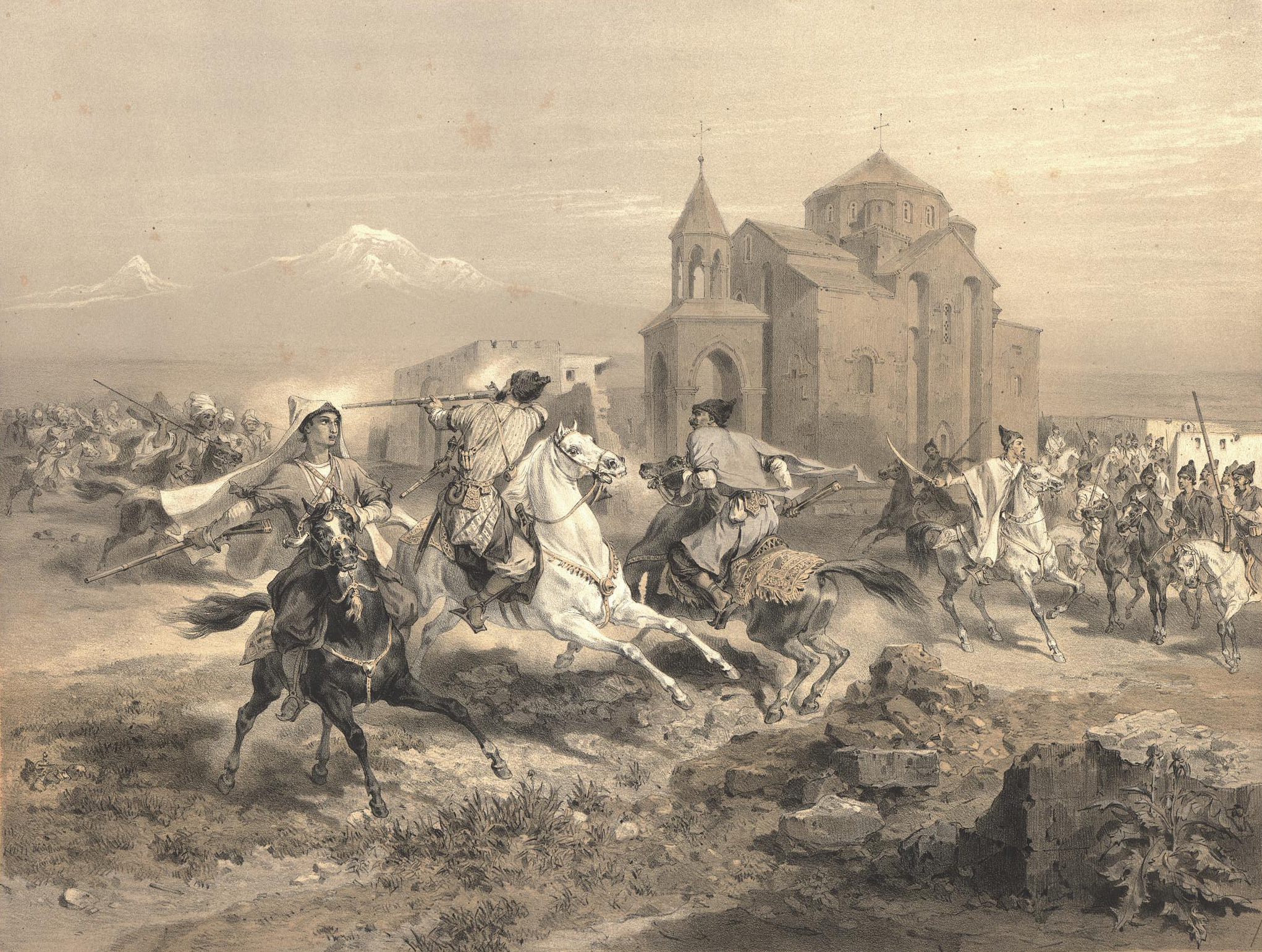
Kurdos y persas atacando Vagharshapat por Grigory Gagarin , 1847
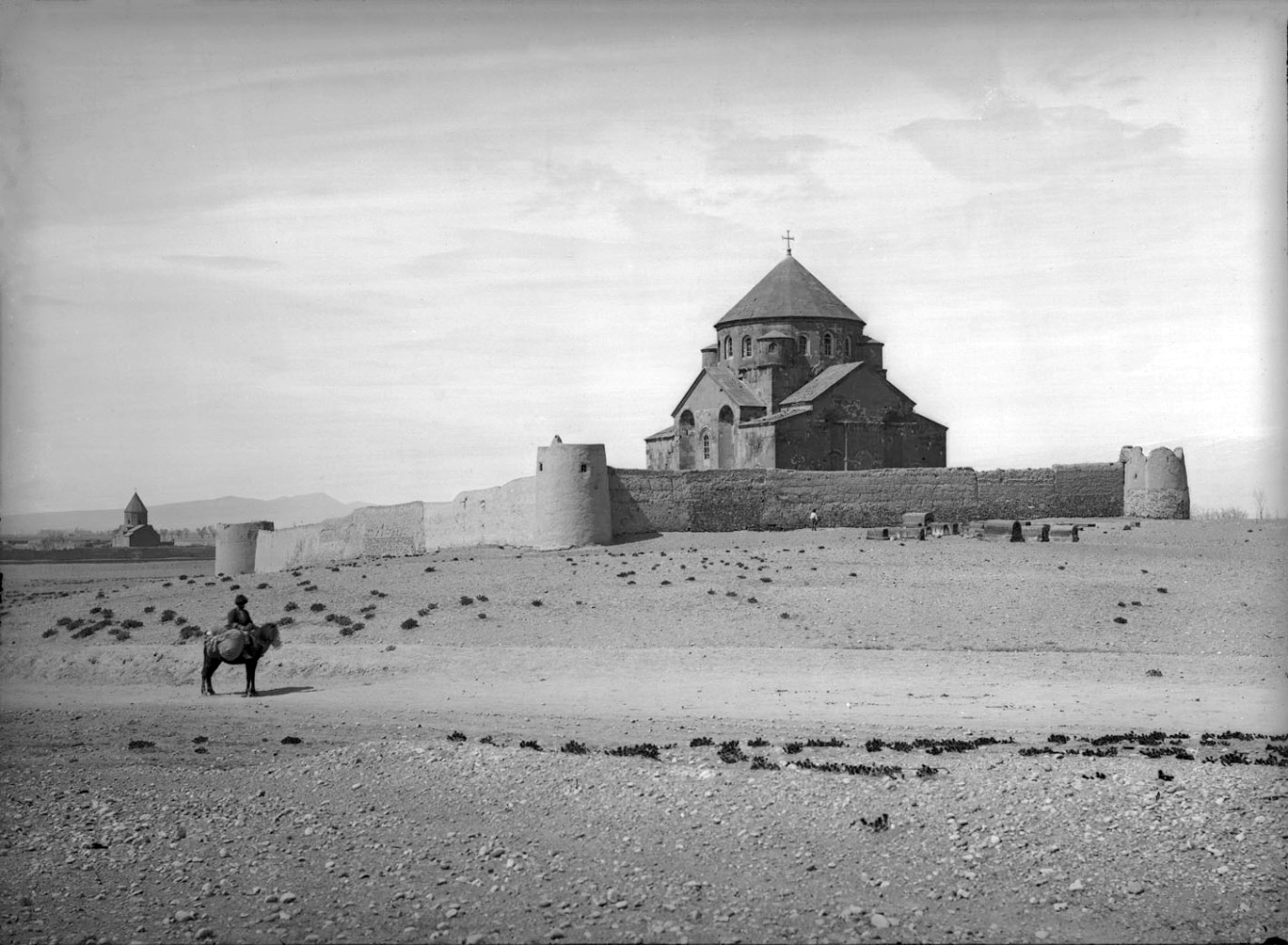
1878
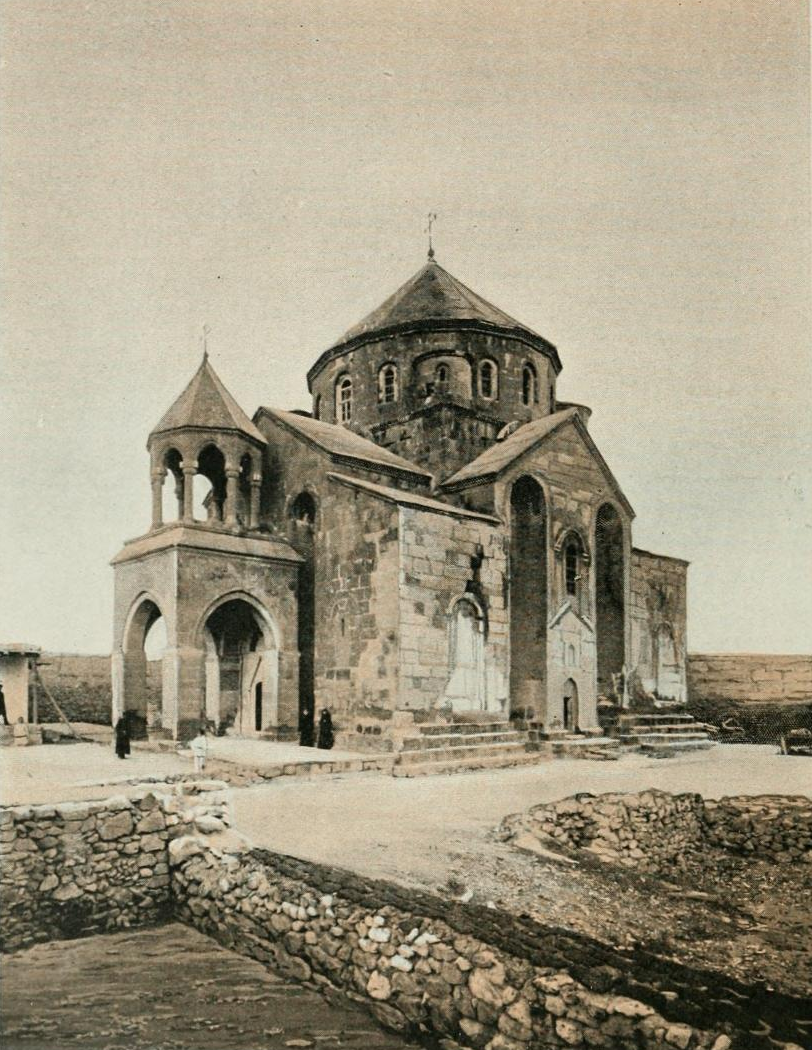
Del libro de 1901 de HFB Lynch sobre Armenia
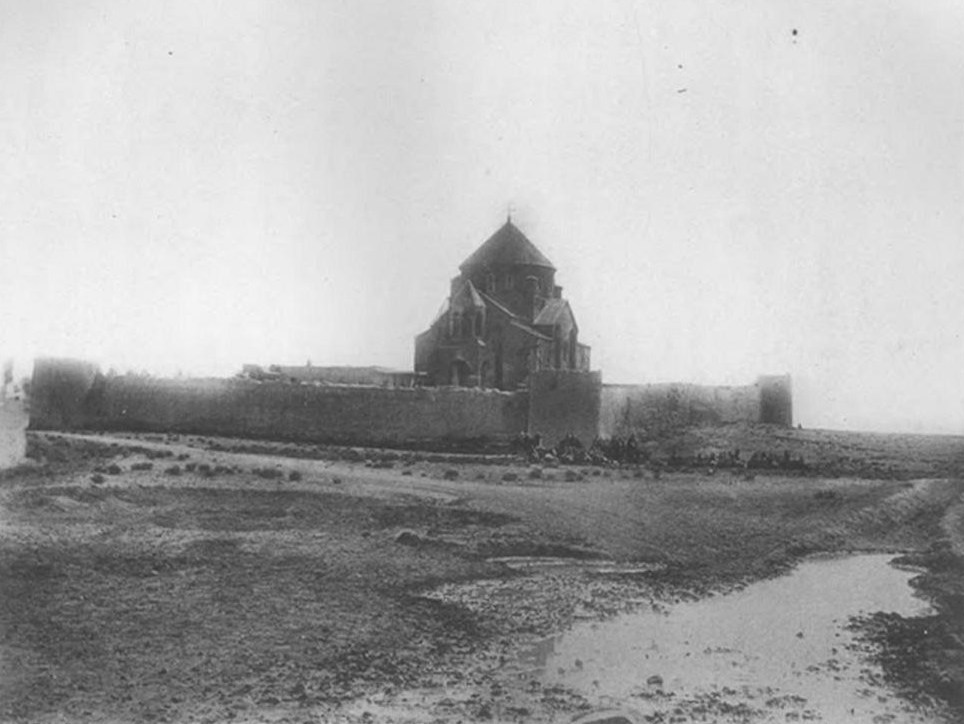
de un libro ruso de 1901
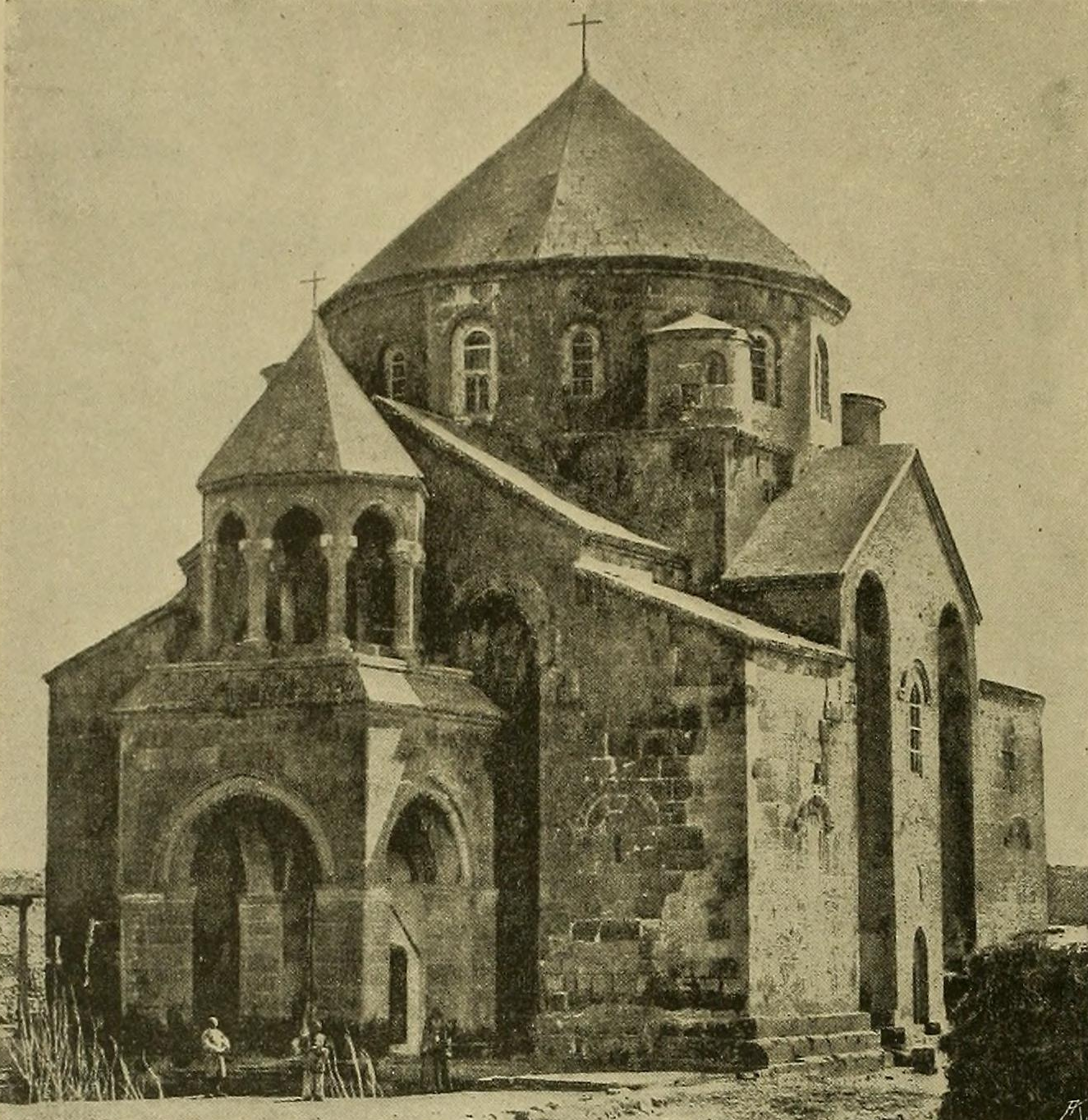
una foto de 1911 reproducida en el libro de 1918 de Strzygowski
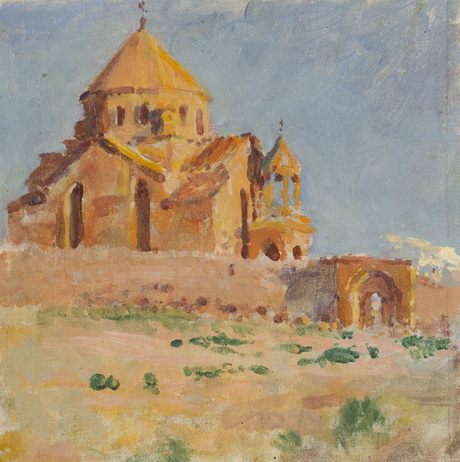
Por Yeghishe Tadevosyan, 1913
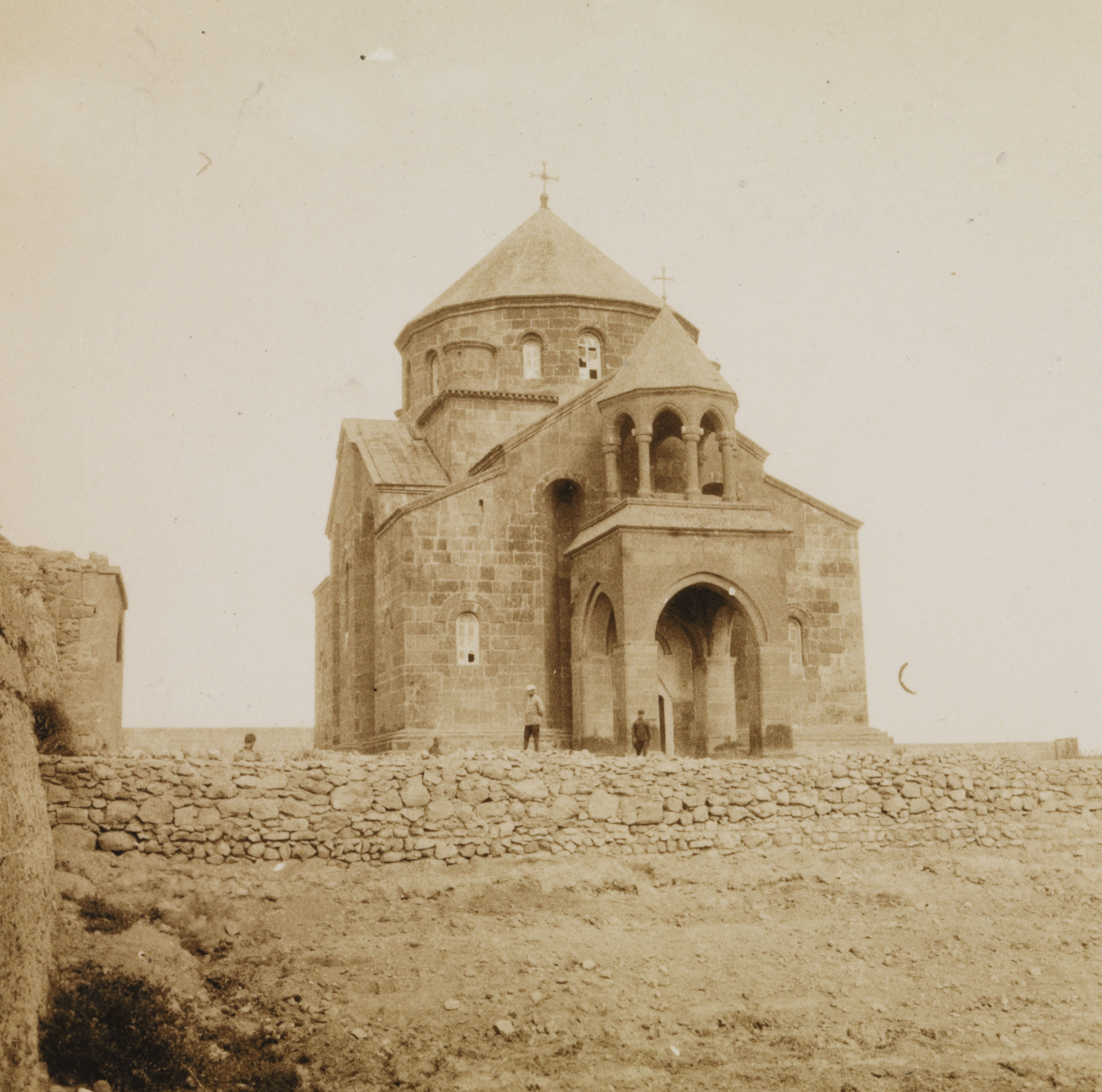
por Fridtjof Nansen, 1925
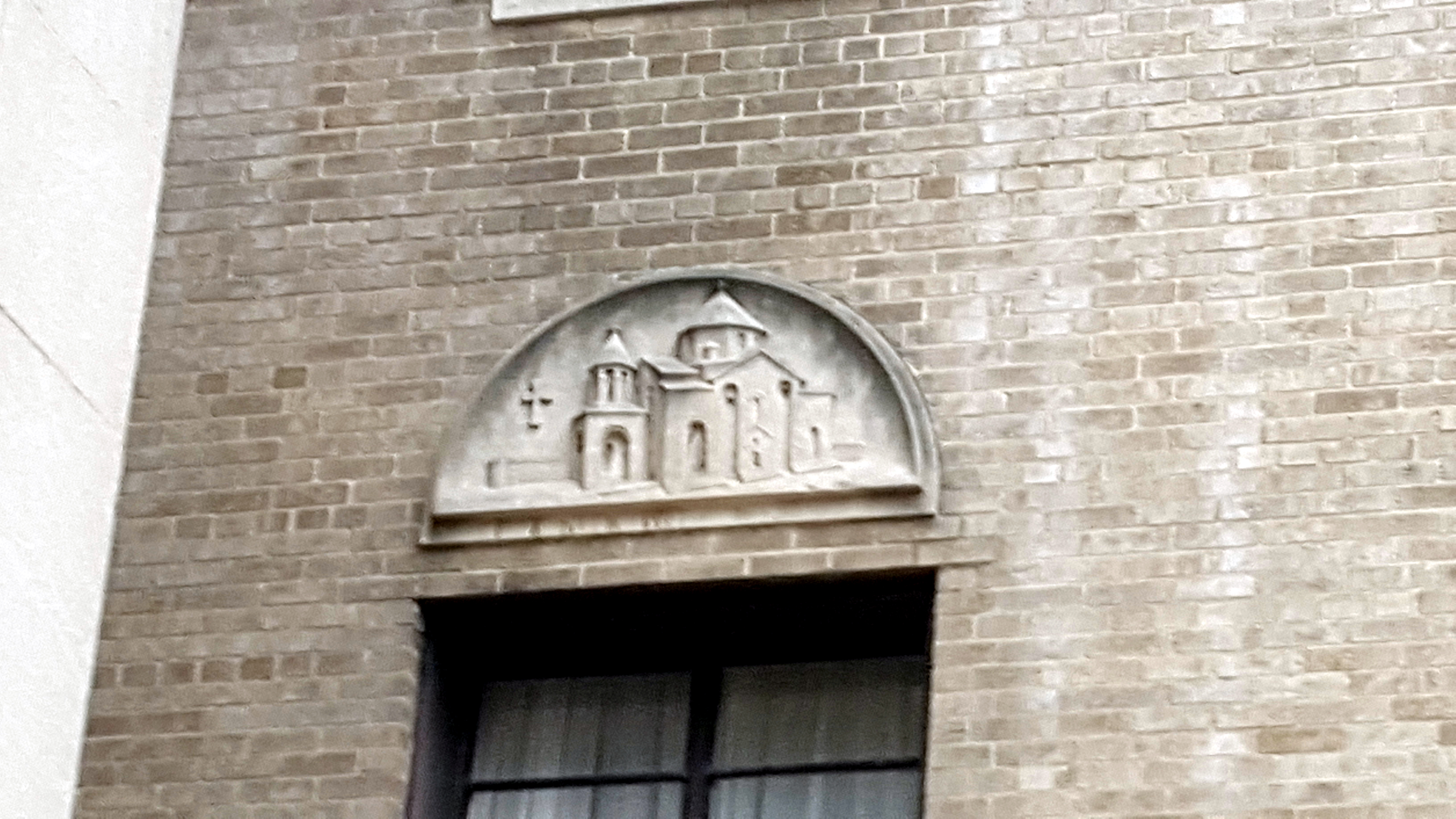
Un bajorrelieve de la iglesia Santa Hripsime en la sede de la Diócesis Oriental de la Iglesia Armenia de América junto a la Catedral de St. Vartan en Manhattan, Nueva York
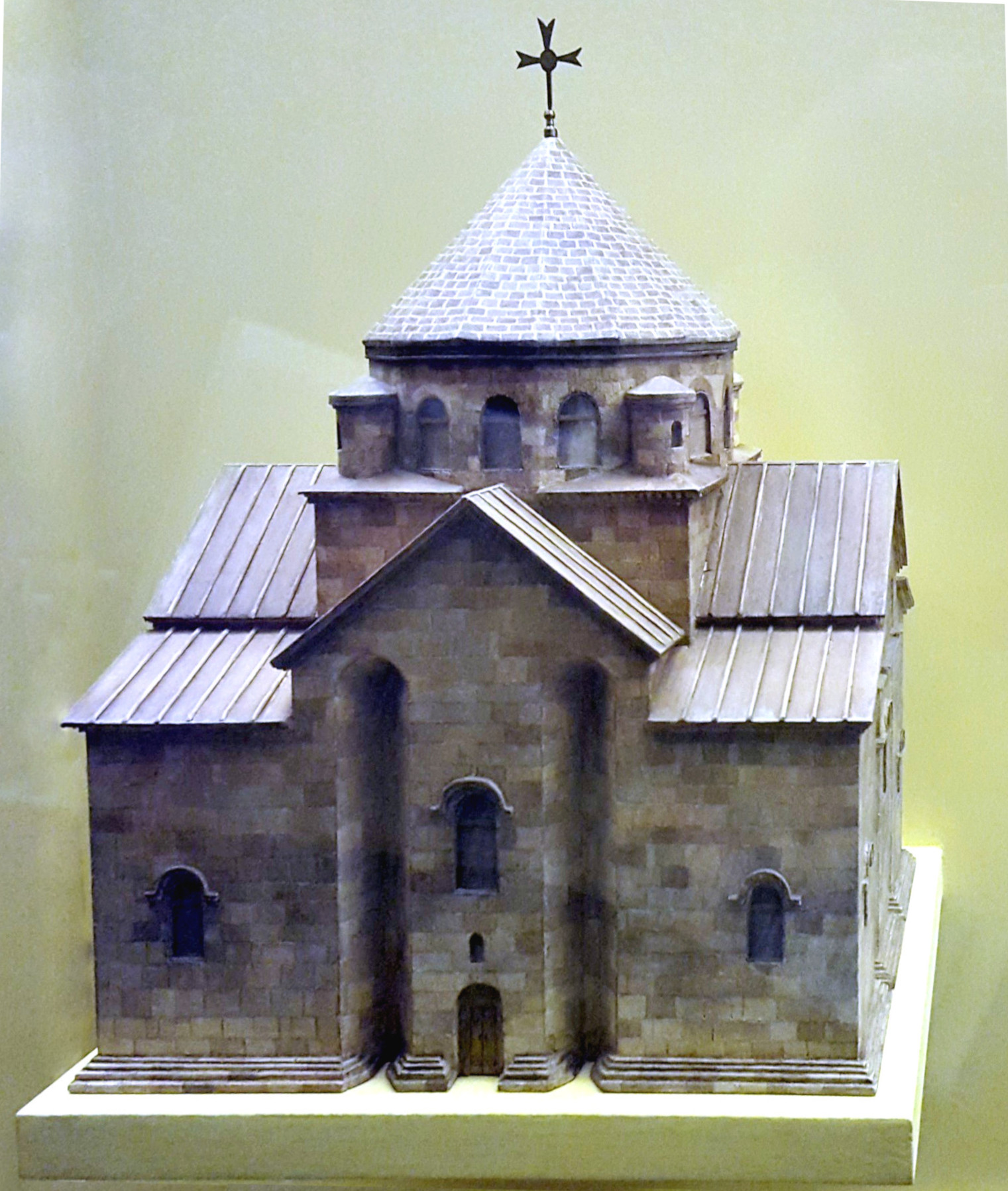
Modelo de la iglesia exhibida en el Museo Americano de Historia Natural en Nueva York
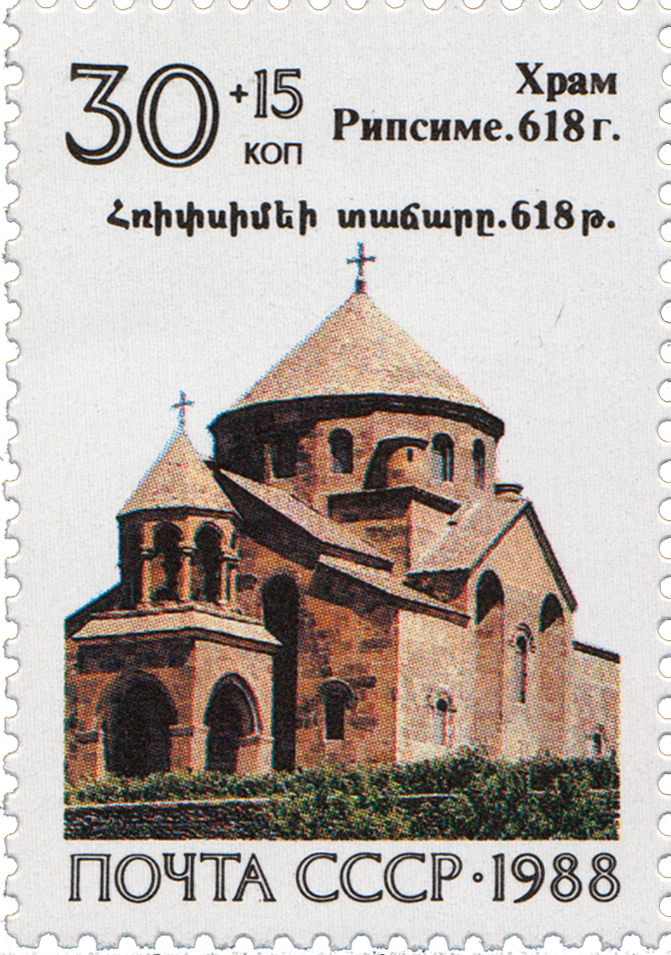
Un sello soviético de 1988 que representa a la iglesia
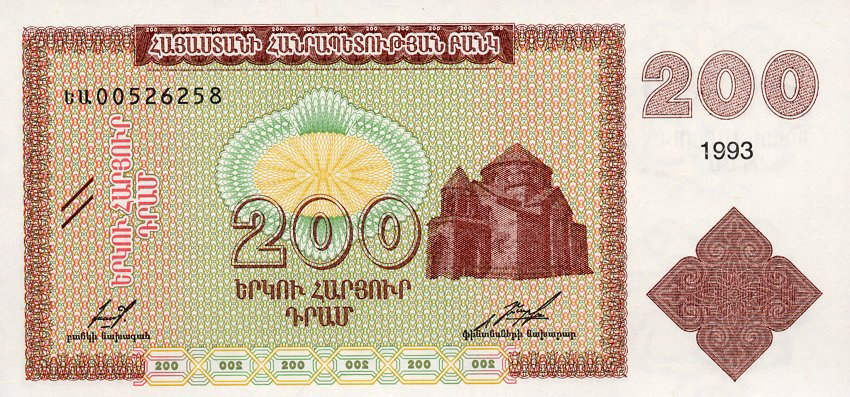
La iglesia fue representada en billetes de banco de 200 dram armenios (en uso de 1993 a 2004)

### Artículos académicos
- Eremian, Aleksandra (1974). «Հայաստանի V-VII դդ. գմբեթավոր կառույցների նախագծման սկզբունքների մասին [On the principles of designs of 5th-7th century domed structures in Armenia]». Lraber Hasarakakan Gitutyunneri (en armenio). № 10 (10): 56-82.
- Haroutiunyan, Arsen (2011). «Ս. Հռիփսիմեի եւ Ս. Շողակաթի վանքերի որմերին ագուցված խաչքարերի նորահայտ վիմագրերը [The newly discovered inscriptions of cross-stones placed on the walls of St. Hripsimeh and St. Shoghakat Monasteries]». Etchmiadzin (en armenio) 67 (5): 88-94.
- Khalatyan, Nerses (2008). «Ս. Գայանե Վանքի վերանորոգությունները [Renovations of St. Gayane Church]». Etchmiadzin (en armenio) 64 (3): 55-72.

### Libros publicados
- Lynch, H. F. B. (1901). Armenia, travels and studies. Volume I: The Russian Provinces. London: Longmans, Green, and Co.
- Strzygowski, Josef (1918). Die Baukunst der Armenier und Europa [The Architecture of the Armenians and of Europe] Volume I (en alemán). Vienna: Kunstverlag Anton Schroll & Co. pp. 92–94.
- Russell, James R. (1987). Zoroastrianism in Armenia. Cambridge, Massachusetts: Harvard University Press. ISBN 0-674-96850-6.